# قمع برليز

قمع برليز.

قمع برليز أو قمع بيرليزي (بالإنجليزية: Berlese funnel  أو Antonio Berlese)‏ هو جهاز إخترعه العالم الإيطالي أنطونيو برليز وسماه على اسمه. هذا الجهاز هو من بين الأجهزة المستعملة للعثور على الكائنات الحية الصغيرة الموجودة في التربة، وجهاز برليز هو من عدة أجهزة قديمة تستخدم إلى الآن ويعمل بطريقة خاصة كالتالي:
- وضع قمع فوق قنينة زجاجية.
- وضع الكحول في القنينة الزجاجية.
- وضع عينة من التربة في القمع.
- تسليط الضوء عبر مصباح أو شيء أخر على عينة التربة مدة من الزمن.

في الأخير وبعد الانتهاء من العملية نلاحظ سقوط بعض الحشرات في القنينة الزجاجية وظهورها على سطح سائل الكحول.